# The Eras Tour Book
The Eras Tour Book, intitolato ufficialmente anche The Official Taylor Swift | The Eras Tour Book, è un libro fotografico e autobiografico in edizione limitata scritto dalla cantautrice americana Taylor Swift e pubblicato nel 2024. Riflessione visiva e narrativa del suo sesto tour di concerti, il The Eras Tour (2023-2024), il libro presenta immagini del concerto, approfondimenti dal dietro le quinte, processi creativi e saggi personali di Swift. Sottolinea il significato culturale del tour e l'evoluzione artistica di Swift, fondendo fotografie, appunti manoscritti e riflessioni su temi come la nostalgia, la resilienza e il legame con i fan.
Il libro ha attirato grande attenzione per il suo approccio innovativo alla scrittura e alla distribuzione. Pubblicato in modo indipendente da Swift con la sua etichetta, Taylor Swift Publications, ha segnato una rara incursione nell'autopubblicazione su larga scala. Pur essendo concepito principalmente come un oggetto da collezione e un tributo al tour, il libro ha anche contribuito a dibattiti sull'editoria diretta al consumatore, sul branding delle celebrità e sul ruolo in evoluzione degli artisti nella produzione mediatica. Nonostante le sue ambizioni creative, la prima tiratura del libro è stata criticata per errori tipografici e di stampa scoperti dai lettori. Ciononostante, è stato ampiamente elogiato per il suo design e la profondità dei contenuti personali, posizionandolo come un manufatto significativo all'interno dell'opera di Swift.

## Contesto
L'Eras Tour Book è stato creato per commemorare l'Eras Tour, iniziato a Glendale, in Arizona, Stati Uniti, il 17 marzo 2023 e conclusosi a Vancouver, in Canada, l'8 dicembre 2024. Con 149 concerti in cinque continenti, il tour è stato concepito come un viaggio retrospettivo attraverso tutti gli album in studio di Swift, o "ere", fino a quel momento. Ogni "era" ha avuto un suo segmento dedicato, con scenografie, costumi e performance distinti che rappresentavano i diversi album della sua carriera. Notevole per il suo successo finanziario senza precedenti, il tour ha raggiunto un successo finanziario senza precedenti, diventando il tour di concerti con il maggior incasso della storia, con un fatturato lordo stimato superiore ai 2 miliardi di dollari, circa il doppio di qualsiasi tour precedente di qualsiasi artista.
Oltre al suo incasso da record, l'Eras Tour ha generato una significativa risonanza culturale e un'ampia attenzione mediatica durante tutta la sua durata. Il tour fu ampiamente discusso non solo per i suoi successi finanziari, ma anche come un significativo evento della cultura pop, influenzando le tendenze e ottenendo un'ampia copertura mediatica a livello globale. La vasta portata del tour e la risposta entusiasta dei fan sottolinearono la considerevole influenza economica di Swift, contribuendo alle analisi del suo impatto sulle economie locali e al suo raggiungimento dello status di miliardaria durante questo periodo. La conclusione del tour segnò la fine di un periodo significativo nella carriera di Swift, spesso definito semplicemente "era Eras". Fu in questo contesto di immenso successo e impatto culturale, e con il tour che si avvicinava alla sua fine, l'immenso successo e il significato culturale del tour –il culmine di quella che è stata ampiamente definita "la era Eras" – fornirono l'impulso per la creazione di The Eras Tour Book come commemorazione ufficiale e documento storico duraturo di questo periodo di trasformazione nella carriera di Swift.

## Contenuti e design
(Taylor Swift, The Eras Tour Book)
The Eras Tour Book è un libro fotografico di 256 pagine con copertina rigida, scritto da Swift. Presentato in un formato da tavolino, il libro organizza principalmente i suoi contenuti in ordine cronologico, rispecchiando la scaletta e il flusso tematico di un concerto dell'Erasmus Tour. Ogni capitolo corrisponde a un diverso album in studio della discografia di Swift, una struttura che rispecchia il concetto multi-epoca del tour. Si apre con una prefazione scritta da Swift. Nell'introduzione, Swift descrive l'origine concettuale del tour e spiega la sua decisione di progettare un'esperienza di concerto che riflettesse le diverse fasi della sua carriera, piuttosto che concentrarsi su un tour di un album. Swift osserva che l'idea è nata mentre si preparava a pubblicare il suo decimo album in studio, Midnights (2022), ma invece di lanciare un tour standard, ha optato per uno spettacolo strutturato attorno alle sue varie "epoche", pensato per onorare l'intero catalogo e la sua fanbase, influenzato in parte dal suo progetto di ri-registrazione dell'album a causa di una disputa del 2019 sui master del suo catalogo precedente, e ricorda di aver delineato il concetto di base per il suo team fin dall'inizio.
La pubblicazione contiene fotografie delle performance, immagini delle prove e contenuti del dietro le quinte. Il materiale visivo è organizzato in modo da allinearsi all'estetica di ciascuna epoca, includendo un uso variegato di tipografia, schemi di colori ed elementi di design associati alla copertina originale dell'album e alle scelte di allestimento del tour. Oltre alle immagini, il libro presenta appunti manoscritti, brevi saggi e testi di canzoni scritti da Swift. Queste inclusioni forniscono un contesto aggiuntivo relativo al processo creativo e allo sviluppo del tour. L'impaginazione incorpora sia convenzioni di design formali che collage in stile album, combinando cimeli personali con la documentazione dei concerti.

## Uscita e distribuzione
The Eras Tour Book è stato pubblicato il 29 novembre 2024, in concomitanza con il periodo di shopping del Giorno del Ringraziamento e del Black Friday americano. È stato distribuito esclusivamente presso i negozi Target negli Stati Uniti, con disponibilità in negozio a partire dal Black Friday e online a partire dal giorno successivo, e successivamente reso disponibile a livello internazionale il 7 dicembre 2024, tramite il negozio online ufficiale di Swift, in concomitanza con l'ultima esibizione dell'Eras Tour a Vancouver. Swift e Target avevano una partnership promozionale di lunga data e l'annuncio di Target descriveva il libro come disponibile "nei negozi solo il Black Friday" con vendite online il 30 novembre. Questa strategia di lancio rispecchiava l'uscita simultanea di The Tortured Poets Department: The Anthology su vinile e CD lo stesso giorno. Sia il libro che l'album antologico fisico sono stati venduti esclusivamente presso Target in Nord America.
Prima dell'uscita, Swift ha promosso il libro sui social media. In un post su Instagram del 15 ottobre 2024, Swift ha descritto il contenuto del libro come "pieno delle mie riflessioni personali, foto inedite del dietro le quinte, e tutti i ricordi magici" del tour. Il marketing ha sottolineato che il libro era un regalo diretto ai fan e una celebrazione dell'esperienza condivisa del tour. Il giorno dell'uscita, Good Morning America di ABC News ha osservato che si trattava del "primo libro in assoluto" di Swift e che commemorava la "storia che lei e i suoi fan hanno creato" durante il tour. L'uscita del libro è stata promossa sui media digitali, sulla stampa tradizionale e attraverso i canali social ufficiali di Swift. I commenti su diverse testate hanno evidenziato la strategia commerciale alla base della partnership di vendita esclusiva, l'uso di pubblicazioni guidate dagli artisti e il collegamento con l'uscita di un album come sforzo di branding multiformato.

## Accoglienza e vendite
The Eras Tour Book è stato un successo commerciale. I dati di settore hanno mostrato che ha venduto circa 814.000 copie durante il primo weekend di vendita di tre giorni (30 novembre - 1 dicembre). Questo ha infranto i record per i libri del 2024. Kirkus Reviews lo ha descritto come "il più grande lancio di libri dell'anno". Nella sua prima settimana (29 novembre - 5 dicembre), le vendite hanno sfiorato il milione di copie. L'Economic Times e altre testate giornalistiche hanno notato che si trattava di uno dei più grandi lanci editoriali di sempre per un libro di celebrità. Billboard e Kirkus Reviews hanno sottolineato che ha quasi battuto il record di vendite nella prima settimana per un titolo di saggistica; solo le memorie di Barack Obama, A Promised Land (2020), lo hanno superato. I critici hanno sottolineato che le vendite elevate contrastavano con i difetti di produzione nella tiratura iniziale. I fan e i giornalisti di Swift notarono numerosi errori tipografici, immagini sfocate e layout poco curati. Pubblicazioni come The Cut e The Independent sottolinearono che i fan avevano ironicamente soprannominato l'uscita "The Errors Tour Book". The FS Collegian e The Cut descrissero il libro come "pieno di errori grammaticali, foto sfocate e difetti di grafica". Tra gli esempi specifici, una lettera mancante nel testo di una canzone e pagine mal allineate sul dorso del libro. Queste critiche portarono ad alcune recensioni contrastanti da parte degli utenti; alcuni fan lo definirono comunque un prezioso ricordo, mentre altri rimasero delusi dalla mancanza di editing professionale.
Nonostante i problemi di qualità, il libro fu ampiamente considerato una pietra miliare culturale. L'analisi dei media notò che il successo di Swift con questa pubblicazione esclusiva e autopubblicata avrebbe potuto rimodellare alcuni aspetti del settore editoriale. I commentatori di Inc. ed Esquire hanno elogiato la strategia di marketing, definendo la tempistica e il design orientato ai fan "pura genialità" e notando il controllo di Swift sull'intero processo.